# جبل اذقان

## مقدمة
جبلا ذقان اسم قديم وقد ينطقه البعض اذقان، اذقان الشمالي مستطيل بطول 16كم ويسمى جبل اذقان العطشان اما اذقان الجنوبي فهو عريض وبه مورد ماء موسمي ويسمى جبل اذقان الرويان، بينهما فج يعتبر ممر طبيعي.

## الموقع
يقع جبلا اذقان العطشان والرويان غرب حصاة قحطان وهو يعتبر بداية منابع وادي الركا حيث يوجد وادي اذقان العطشان ووادي اذقان الرويان واقرب موقع سكني هو جاحد إلى الجنوب الشرقي من الجبل وإلى الشرق منه تقع بحيران والقرارة وخربقاء

## ذكره قديما
- البكري يصف جبلي ذقان وصف دقيق نقله عن يعقوب الذي لابد انه نقله عن رجل خبير:

(ذِقَان” بكسر أوله، وبالنون في آخره: جبل وهما ذقانان: أحدهما لبني عمرو بن كلاب، والاخر لبين أبي بكر بن كلاب، وفي الاعلى منهما، وهو الذي لبني عمرو، حسى ذقان، وإلى جانب الآخر منها رملة يقال لها الجمهورة). وتسمى نفود ذقان الآن. قاله يعقوب، ونقله من خطه. وأنشد لمزرد:
أنهنه من ريعانها بعدما أتت على كل واد من ذقان ويذبلِ
- في معجم البلدان لياقوت: ذِقان: بكسر أوله موضع قيل جبل والذقن أصل اللحية، وقال أبو زياد ذِقانان جبلان في بلاد بني كعب وإياهما عنى الشاعر حيث قال:

أللبرق بالمِطلا تهب وتبرق *** ودونك نيق من ذِقانين أعنق
- أبو حفص الكلابي قال:

ولولا بنو قيس بن جزءٍ لما مشت *** بجنبي ذِقانِ صرمتـي وأدلّـتِ
فأشهدها ما حلت به من ظعـينة *** من الناس إلا أومنت حين حلتِ
- وذكر صاحب لسان العرب معلومة نباتيه غريبة حيث قال:(التَّنْضُبُ: شجر ينبت بالحجاز، وليس بنجد منه شيءٌ إِلا جِزْعةً واحدةً بطَرَفِ ذِقانٍ، عند التُّقَيِّدة، وهو يَنْبُتُ ضَخْماً على هيئة السَّرْحِ، وعيدانُه بيضٌ ضَخمة).
- عمارة بن عقيل:

وهذه ابيات جميله للشاعر عمارة بن عقيل وهو في فلج (قرب حفر الباطن) يتشوق إلى ماحول ذقان:
سرَى برقٌ فأرّقنـي يمـانِ *** يضيءُ الليلَ كالفرد الهجانِ
يُضيءُ ذُرى طمية أوشطيبٍ *** وفلجٍ من طمية غـير دانِ
أيأمل من يرى رقمات فلج *** زيارةَ من يرى عَلَمي ذِقانِ
ودون مزارها بلد يُزجّى *** به الفَوج المنوق وهو وانِ
الفوج المنوّق: الجمل المؤدب.
- وعربية شجاعة لا تقبل الضيم:

هذه امرأة لا نعرف اسمها لكنها اخت وهب بن العملّس الكلابي وقد قتله نميري في غزوة لبني نمير إلى جبال ذقان في القرن الثالث الهجري فقالت شعراً تستثير قومها وتهاجم اللذين لم يفزعوا من قبائل:
جَزَى اللهُ شَرَّاً والجوازِي كثيرةٌ *** عُبادة شَرّاً يوم سَفْحِ ذِقانِ
وأيضاً جزى الله الضَبابَ وجَعْفَراً *** فقد أنْجَدُونا نَجْـدَة الـمـتـوانـي!!
فلو لا أبو بَكرٍ لكُنّـا عِـصَـابَةً *** ثَمُوديّةً ماتَـتْ بـغَـيرِ ضَـمَـانِ
الأبيات حققها حمد الجاسر عن نوادر الهجري وعلق الهجري على ذكرها ذقان بقوله: ذِقان: جَبلٌ قُربَ الدَخُول، شِقَّ حَوْضَياتٍ.
ولها ابيات أخرى تستصرخ بني كلاب على بني نمير بلغة قوية لا تقبل الذل:
بني كلاب أباد الله غابركم *** ان لم يكن لنمير منكم يوم
يومٌ ترى الشمسَ فيه وهي طالعةٌ *** كأنها من عجاج الخيلِ في غيم!

## زيارة الجبل
أفضل وقت لزيارته هو وقت موسم الامطار ولو تمت زيارته في غير هذا الموسم لرأيته جبل كالح اسود شديد التضاريس قد يبست أشجاره وقل ضِلاله.